# Museo della ceramica (Rapino)
Il museo della ceramica è sito a piazza Fedele Cappelletti, nell'ex convento di Sant'Antonio di Rapino in provincia di Chieti.

## Storia
La maggior parte delle opere esposte sono di proprietà del comune. Il comune ha acquistato la maggior parte delle opere esposte. Le ceramiche acquistate sono di artisti locali tra i quali Basilio Cascella.
Rapino fu frequentata da vari ceramisti abruzzesi, come il locale Fedele Cappelletti (di cui il museo conserva piatti), e i pescaresi Basilio Cascella, i figli Tommaso Cascella e Gioacchino Cascella. L'arte della ceramica pare fosse stata importata dal famoso centro di produzione abruzzese Castelli, quando un ramo dei Cappelletti si trasferì a  Rapino nel quartiere "dei ceramisti", sorto bella campagna tra il convento di Sant'Antonio degli Osservanti e il santuario della Madonna di Carpineto.
I Cascella sino alla morte di Gioacchino, lavoravano in uno stabile presso il santuario, cuocevano le ceramiche al forno del paese, e poi esponevano il materiale a Pescara. La prima sede museale è stata presso l'ex fornace di Rapino, poi di recente è stato utilizzato l'ex convento di Sant'Antonio.

## Esposizione

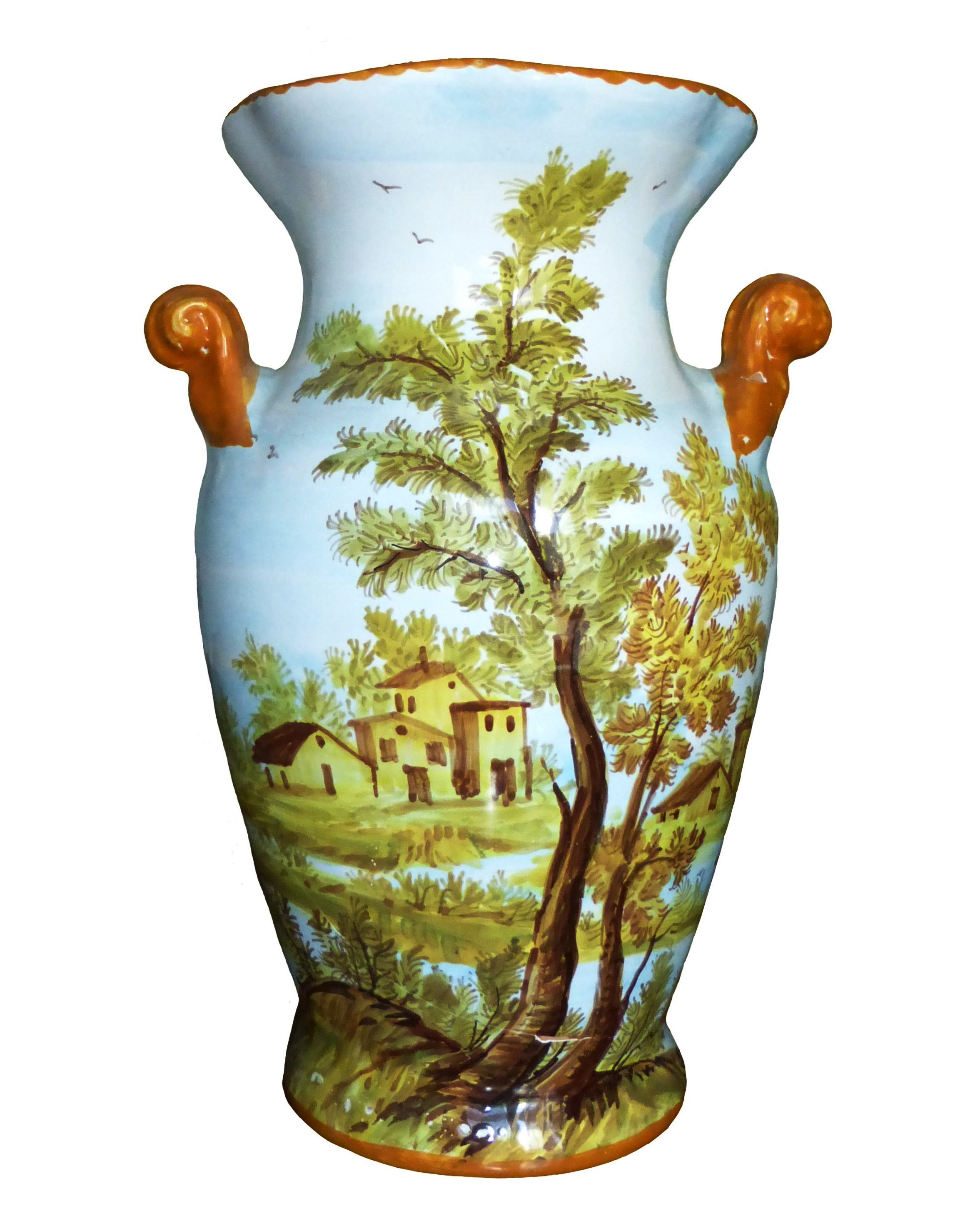
Un vaso in ceramica della scuola di Rapino

- Sala A. Ospita la ceramica antica e medievale messe a confronto con quella moderna.[3]
  - Vetrina n° 1. Ceramica medievale e contemporanea.[3]
  - Vetrina n° 2. Ceramica italiana ed europea del Novecento, tra cui, ceramiche degli anni cinquanta, sessanta e settanta.[3]
  - Vetrina n° 3. Ceramiche dei Cascella.[3]
  - Vetrina n° 4. Ceramica moderna e teiere del Novecento.[3]
  - Vetrina n° 5. Brocche per acqua e vino realizzate dal '700 al '900.[3]
- Sala B. Ceramice dei ceramisti di Rapino.[4]
- Sala C (sala convegni). Piatti ceramici che hanno partecipato al Festival della Valle d'Itria del 2003 di Martina Franca.[5]